# Алфред Лоренцер
Алфред Лоренцер (на немски: Alfred Lorenzer) е немски психоаналитик и социолог.

## Биография
Лоренцер е роден през 1922 г. в Улм, Германия, където посещава и училище. След завършването си започва да следва архитектура, но скоро се прехвърля на медицина. Специализира се в областта на психиатрията, получава научна степен (докторска титла) през 1954 г. в Тюбингенския университет при Ернст Кречмер и става главен лекар по психоанализа в града. От 1960 до 1963 г. работи в ръководената от Александер Мичерлих болница на университета Хайделберг. От 1963 до 1969 г. работи във Франкфурт в Институт „Зигмунд Фройд“. Там Лоренцер прави решителните стъпки за развитие на собствените си теоретични принципи, една връзка между психоанализа и социология. През 1969 г. добива научно звание по психология във Философския факултет на Гьотевия университет във Франкфурт на Майн, като се насочва към психоанализа и социална психология.
Умира през 2002 година в Перуджа, Италия, на 80-годишна възраст.

## Публикации
- Kritik des psychoanalytischen Symbolbegriffs. Suhrkamp, Frankfurt am Main 1970.
- Sprachzerstörung und Rekonstruktion. Vorarbeiten zu einer Metatheorie der Psychoanalyse. Frankfurt am Main 1970.
- Zur Begründung einer materialistischen Sozialisationstheorie. Suhrkamp, Frankfurt am Main 1972.
- Über den Gegenstand der Psychoanalyse oder: Sprache und Interaktion. Suhrkamp, Frankfurt am Main 1973.
- Die Wahrheit der psychoanalytischen Erkenntnis. Ein historisch-materialistischer Entwurf. Suhrkamp, Frankfurt am Main 1974.
- Das Konzil der Buchhalter. Die Zerstörung der Sinnlichkeit. Eine Religionskritik. Europäische Verlagsanstalt, Frankfurt am Main 1981, ISBN 3-434-00435-1.
- Intimität und soziales Leid. Archäologie der Psychoanalyse. S. Fischer, Frankfurt am Main 1984, ISBN 3-10-045306-9.
- Die Sprache, der Sinn, das Unbewußte. Psychoanalytisches Grundverständnis und Neurowissenschaften. Hrsg. von Ulrike Prokop. Klett-Cotta, Stuttgart 2002, ISBN 3-608-94354-4.

|  | Тази страница частично или изцяло представлява превод на страницата Alfred Lorenzer в Уикипедия на немски. Оригиналният текст, както и този превод, са защитени от Лиценза „Криейтив Комънс – Признание – Споделяне на споделеното“, а за съдържание, създадено преди юни 2009 година – от Лиценза за свободна документация на ГНУ. Прегледайте историята на редакциите на оригиналната страница, както и на преводната страница, за да видите списъка на съавторите. ВАЖНО: Този шаблон се отнася единствено до авторските права върху съдържанието на статията. Добавянето му не отменя изискването да се посочват конкретни източници на твърденията, които да бъдат благонадеждни. |